# Henri Liefmans
Henricus Antonius Jacobus (Henri) Liefmans, meestal vermeld als Henri Liefmans l'aîné, (Brussel, 21 april 1781 - Oudenaarde, 10 januari 1851) was een Belgisch liberaal burgemeester en parlementslid.

## Levensloop
Henri Liefmans is de zoon van brouwer Jacobus Liefmans van de gelijknamige brouwerij. Hij studeerde Romeins en hedendaags recht aan de Hogeschool te Leiden, was advocaat en tijdens de Nederlandse periode plaatsvervangend rechter.
Van 1819 tot 1825 was hij als vertegenwoordiger van de provincie Oost-Vlaanderen lid van de Nederlandse Tweede Kamer, als opvolger van Joannes Tack. Hij was regeringsgezinde. Hij voerde in de Kamer onder meer het woord bij de behandeling van wetten tot vaststelling van het Burgerlijk Wetboek. Van circa 1824 tot 1830 was hij commissaris van het arrondissement Oudenaarde en daarnaast was hij omstreeks 1828 lid van de Provinciale Staten van Oost-Vlaanderen. Ook was voor 1830 schepen van Oudenaarde. Hij was een uitgesproken orangist en nam in 1830 ontslag uit de Oost-Vlaamse provincieraad. In 1844 werd hij verkozen in de gemeenteraad van Oudenaarde als vervanging van zijn overleden broer Edouard. Hij volgde hem ook op als burgemeester. Hij vervulde dit ambt tot aan zijn dood in 1851. Hij werd opgevolgd door zijn neef Victor Liefmans.
In 1825 werd hij benoemd tot ridder in de Orde van de Nederlandse Leeuw en in 1850 tot ridder in de Leopoldsorde.